# بطولة كرة القدم الألمانية 1936
بطولة كرة القدم الألمانية 1936 (بالألمانية: Deutsche Fußballmeisterschaft 1935/36)‏ هو الموسم 29 من بطولة كرة القدم الألمانية ‏. أقيم خلال الفترة 5 أبريل 1936 وحتى 21 يونيو 1936، وأشرف على تنظيمه اتحاد ألمانيا لكرة القدم، وكان عدد الأندية المشاركة فيه 16، وفاز فيه نادي نورنبرغ.